# Esterházy Miklós Antal
Galántai gróf Esterházy Miklós Antal (Kismarton, 1655. december 31. – Pozsony, 1695. augusztus 5.) tinnini címzetes püspök, királyi tanácsos.

## Élete
Herceg Esterházy Pál nádor és Esterházy Orsolya fia volt. Tanulmányait Bécsben folytatta, majd 1677-től a Collegium Germanicum Hungaricumban. 1680. szeptember 8-án szentelték pappá. Előbb hrapkói apát, 1681. március 15-étől esztergomi kanokok, 1682-ben komáromi, 1684. május 16-tól zólyomi főesperes, 1685. április 9-től traui címzetes püspök, április 23-tól szentistváni prépost lett. 1691. május 9-én tinnini felszentelt püspök lett.

## Művei
- Principis in Deum Pietas et Populi in Principem aut prima regnorum felicitas… in Basilica D. Stephani… Viennae, 1672.
- Encomia Magnae, Dignitatis, Statusque Ecclesiastici. Tyrnaviae, 1690. és 1695.